# Wake Me Up Before You Go-Go
Wake Me Up Before You Go-Go è un brano del duo britannico Wham! pubblicato nel maggio del 1984 ed è stato uno dei primi nella classifica britannica e di maggior successo. 
La canzone scritta da George Michael è entrata nella classifica dei singoli britannica al quarto posto ed è andata al primo posto sette giorni dopo, rimanendovi per 2 settimane. Inoltre è arrivata alla numero uno della Billboard Hot 100, primo singolo degli Wham! ad arrivare alla prima posizione.

## Descrizione
Canzone dance pop dalle atmosfere swing e Boogie anni '50 con dei rimandi al brano del 1963 di The Vandellas Heat Wave.

## Video musicale
Nel video-clip ufficiale il duo e tutti i componenti della band indossano le magliette della stilista Katharine Hamnett con la scritta "Choose Life" divenuta iconica. CHOOSE LIFE (SCEGLI LA VITA) è stata la prima campagna di slogan di Katharine nel 1983, ispirata al principio centrale del buddismo. Scegliere la vita significa non fare del male: vivere una vita buona e significativa e cambiare il mondo in meglio.

## Tracce

### Versione 7"
1. Wake Me Up Before You Go-Go
2. Wake Me Up Before You Go-Go (strumentale)

### Versione 12"
1. Wake Me Up Before You Go-Go
2. A Ray Of Sunshine
3. Wake Me Up Before You Go-Go (strumentale)

## Classifiche

### Classifiche settimanali
| Classifica (1984)                | Posizione massima |
| -------------------------------- | ----------------- |
| Australia                        | 1                 |
| Austria                          | 6                 |
| Belgio (Fiandre)                 | 1                 |
| Canada                           | 1                 |
| Europa                           | 1                 |
| Finlandia                        | 3                 |
| Francia                          | 17                |
| Germania                         | 2                 |
| Irlanda                          | 1                 |
| Italia                           | 23                |
| Norvegia                         | 1                 |
| Nuova Zelanda                    | 2                 |
| Paesi Bassi                      | 1                 |
| Regno Unito                      | 1                 |
| Spagna                           | 15                |
| Stati Uniti                      | 1                 |
| Stati Uniti (adult contemporary) | 4                 |
| Stati Uniti (dance club)         | 27                |
| Sudafrica                        | 9                 |
| Svezia                           | 1                 |
| Svizzera                         | 2                 |

### Classifiche di fine anno
| Classifica (1984) | Posizione |
| ----------------- | --------- |
| Australia         | 5         |
| Belgio (Fiandre)  | 4         |
| Canada            | 6         |
| Germania          | 23        |
| Paesi Bassi       | 17        |
| Regno Unito       | 9         |
| Svizzera          | 8         |
| Classifica (1985) | Posizione |
| Stati Uniti       | 3         |

## Usi della canzone e cover
- Nel 2004 l'attore giapponese Yuji Oda ha creato una cover intitolata Wake Me Up Go! Go!
- La canzone è stata eseguita in un episodio de I Griffin
- La canzone è stata scelta come canzone da ballare nel gioco Rayman Raving Rabbids TV Party
- La canzone fa parte della colonna sonora del film Zoolander
- Nel 2013, gli attori e musicisti Darren Criss e Chord Overstreet ne realizzano una cover cantata dai loro personaggi Blaine Anderson e Sam Evans nel diciassettesimo episodio della quarta stagione della serie Glee, in cui viene ricreato anche il video musicale.
- La canzone è stata scelta anche come canzone da ballare nel gioco "Just Dance II" per il Wii
- Nel 2012, per il lancio del nuovo portale internet di Vogue Paris, la direttrice Emmanuelle Alt, varie modelle (tra cui Anja Rubik) e tutta la redazione della rivista appaiono in un ironico video-clip che riprende l'originale. La Alt canta in playback e le magliette di Katharine Hamnett del video originale diventano t-shirt col logo della testata.
- La canzone è stata scelta come arrangiamento dimostrativo per alcuni modelli di tastiere musicali elettroniche Casio.